# Robert Blatchford
Robert Peel Glanville Blatchford (ur. 17 marca 1851 w Maidstone, zm. 17 grudnia 1943 w Horsham) – brytyjski dziennikarz, pisarz i działacz socjalistyczny.

## Życiorys
Urodził się w Maidstone jako syn aktora. Po śmierci ojca w wieku dwóch lat został uczniem w zakładzie szczotkarskim, jednak nie zaakceptował tej pracy i wstąpił do armii, gdzie dosłużył się stopnia sierżanta majora. Po odejściu ze służby wojskowej w 1878 podejmował się różnych zajęć, ostatecznie zostając dziennikarzem.
Doświadczenia zawodowe i kontakt z życiem klasy robotniczej skłoniły go do przyjęcia socjalistycznych przekonań. W 1890  założył manchesterski oddział Towarzystwa Fabiańskiego, a rok później współtworzył socjalistyczną gazetę „The Clarion”, której był redaktorem naczelnym. Pismo promowało idee sprawiedliwości społecznej, humanitaryzmu i racjonalizmu.
W 1893 opublikował Merrie England, książkę popularyzującą idee socjalistyczne, która odniosła ogromny sukces wydawniczy (ponad dwa miliony egzemplarzy). Dzieło to, inspirowane myślą Williama Morrisa, podkreślało znaczenie sztuki oraz życia wiejskiego i zostało uznane za klasyczny przykład socjalistycznej propagandy.
Z czasem Blatchford oddalił się od głównego nurtu socjalizmu, wyrażając nacjonalistyczne poglądy. Poparł rząd brytyjski w czasie wojny burskiej oraz głosił antyniemieckie stanowisko. Odwrócił się również od ruchu sufrażystek, krytykując działania National Union of Women’s Suffrage Societies i Women’s Social and Political Union.
Po I wojnie światowej przeszedł na pozycje konserwatywne. W wyborach parlamentarnych w 1924 poparł Partię Konserwatywną, uznając Stanleya Baldwina za najwybitniejszego polityka brytyjskiego.